# Chris Avellone
Chris Avellone (Alexandria, Virginia, 1971. szeptember 27. –) amerikai videójáték-tervező és képregényíró, aki régebben az Interplaynél, jelenleg pedig az Obsidian Entertainmentnél dolgozik.

## Pályafutása
A virginiai Thomas Jefferson High School for Science and Technology főiskolán végzett.
Pályája kezdetén a Dungeons and Dragons fantasy szerepjáték számára írt kampányokat és miután a videójáték-készítést választotta, az Interplaynél az 1997-ben megjelenő Star Trek: Starfleet Academy játék fejlesztésénél segédkezett. Még abban az évben a Descent to Undermountain játék fejlesztését bízták rá, amit később baklövésnek nevezett. 1998-ban a Fallout 2 elkészítésében vett részt és a sorozat következő részén is folytatta a munkát. (Azonban azt 2003-ban leállították.)
Miután az Interplay megvásárolta a Planescape nevű Dungeons & Dragons kampány jogait, az annak alapján készülő szerepjátéknak ő lett a vezető tervezője. Az 1999-ben megjelent játéknak egyik különlegessége, hogy a karakter halála miatt nem érte hátrány a játékost, a történetmesélést pedig sokan dicsérték.
Ezután Avallone az Icewind Dale sorozat összes részén dolgozott. (2000 és 2002 között) Tervezőként részt vett a konzolokra készülő Baldur's Gate: Dark Alliance (2001) és a PlayStation 2-re megjelenő Champions of Norrath (2002) játékok munkálataiban.
Azután, hogy az Interplay leállította az általa vezetett Van Buren projektet, ő felmondott és csatlakozott a megalakulóban lévő Obsidian Entertainmenthez. Kezdetben hagyományos szerepjátékokon dolgozott, mint a Star Wars: Knights of the Old Republic II (2004) vagy a Neverwinter Nights 2 (2006), majd pedig egy akció-szerepjátékon, a 2010-es Alpha Protocolon. A Fallout: New Vegas egyik fő tervezőjeként és írójaként, illetve az ahhoz készülő letölthető tartalmak (Dead Money, Old World Blues, Lonesome Road) projekt vezetőjeként vett részt a fejlesztésekben.

## Játékok
- Star Trek: Starfleet Academy (1997)
- Fallout 2 (1998)
- Descent to Undermountain (1998)
- Planescape: Torment (1999)
- Icewind Dale (2000)
- Icewind Dale: Heart of Winter (2001)
- Baldur's Gate: Dark Alliance (2001)
- Icewind Dale II (2002)
- Van Buren (Fallout 3) (2003 – leállították)
- Lionheart: Legacy of the Crusader (2003)
- Champions of Norrath (2004)
- Star Wars: Knights of the Old Republic II: The Sith Lords (2004/2005)
- Neverwinter Nights 2 (2006)
- Neverwinter Nights 2: Mask of the Betrayer (2007)
- Alpha Protocol (2010)
- Fallout: New Vegas (2010)

## Képregények

### Star Warsképregények
- Unseen, Unheard (2005)
- Heroes on Both Sides (2006)
- Impregnable (2007)
- Old Scores (2007)
- Graduation Day (2007)

### Falloutképregények
- All Roads (2010, a Fallout: New Vegas gyűjtői kiadásában található)